# Golfo de Arta

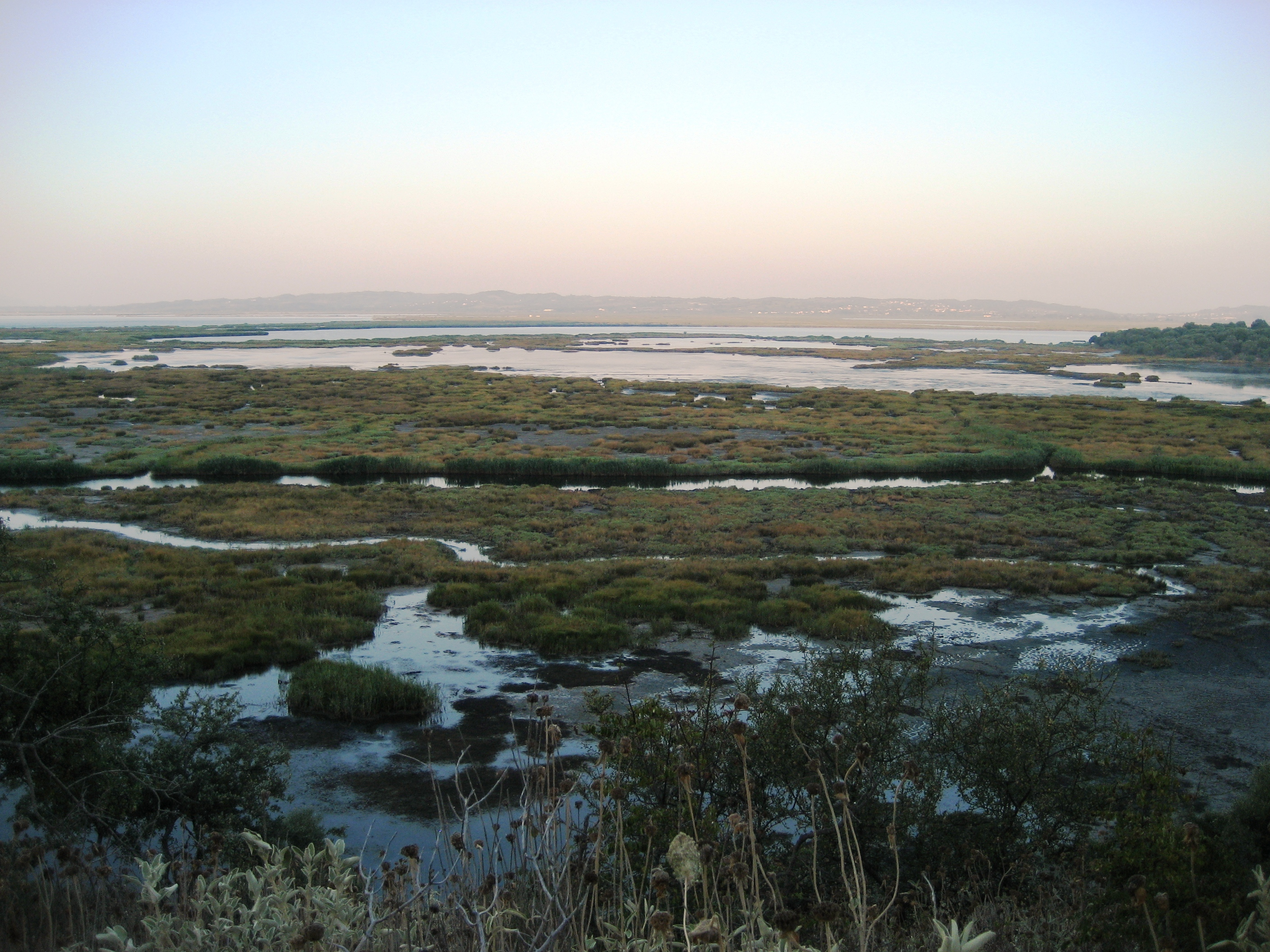
Amanecer en el golfo de Arta, cerca del Rodia Wetland Center en Strongili.

El golfo de Arta, también conocido como golfo de Ambracia o golfo de Accio o golfo de Amvrakikos (griego, Αμβρακικός κόλπος, Amvrakikós kólpos), es un golfo del mar Jónico, en el noroeste de Grecia, que forma una profunda incisión en la costa. Con unos 40 km de largo y 15 km de ancho, está casi totalmente cerrado, solo conectado con el mar Jónico mediante un paso estrecho de 700 m de ancho, entre Accio al sur y Préveza al norte, ciudades que están actualmente conectadas por un túnel. 
El golfo es poco profundo y sus costas están ribeteadas de numerosas marismas que forman sestuario. Está delimitado por los promontorios de Préveza y Accio, y recibe las aguas de los ríos Luros y Aractos. Las ciudades de Préveza, Arta, Anfiloquía (la antigua Karvassaras), y Vonitsa, se hallan en sus orillas.
Su nombre proviene de la antigua ciudad de Ambracia, situada cerca de sus orillas. Su nombre alternativo, procede de la medieval y moderna ciudad de Arta, ubicada en el mismo lugar que la antigua Ambracia. En la entrada del golfo se libró la batalla de Accio, en el año 31 a. C.
Desde el Tratado de Constantinopla de 1832, que puso fin a la Guerra de independencia de Grecia, hasta la segunda guerra de los Balcanes (Tratado de Bucarest en 1913), el golfo constituyó la frontera entre el Reino de Grecia y el Imperio otomano.
Quedan restos de ciudades ribereñas, además de Accio, como Nicópolis, Argos Anfiloquia, Limnea y Olpas.